# Acacidiplosis ramosa
Acacidiplosis ramosa är en tvåvingeart som beskrevs av Gagne 1993. Acacidiplosis ramosa ingår i släktet Acacidiplosis och familjen gallmyggor.
Artens utbredningsområde är Kenya. Inga underarter finns listade i Catalogue of Life.